# Cantón de Laroque-Timbaut
El cantón de Laroque-Timbaut era una división administrativa francesa, que estaba situada en el departamento de Lot y Garona y la región de Aquitania.

## Composición
El cantón estaba formado por ocho comunas:
- Cassignas
- Castella
- La Croix-Blanche
- Laroque-Timbaut
- La Sauvetat-de-Savères
- Monbalen
- Saint-Robert
- Sauvagnas

## Supresión del cantón de Laroque-Timbaut
En aplicación del Decreto n.º 2014-257 de 26 de febrero de 2014, el cantón de Laroque-Timbaut fue suprimido el 22 de marzo de 2015 y sus 8 comunas pasaron a formar parte; siete del nuevo cantón del País de Agen y una del nuevo cantón del Sureste de Agen.